# Communauté de communes de la Visance et du Noireau
La communauté de communes de la Visance et du Noireau est une ancienne communauté de communes française, située dans le département de l'Orne et la région Basse-Normandie.

## Histoire
Créée en 1993, la communauté de communes fusionne le 1er janvier 2013 avec la communauté de communes du Pays de Tinchebray pour former la communauté de communes du Canton de Tinchebray. Landisacq adhère alors à la communauté d'agglomération du pays de Flers.

## Composition
La communauté regroupait cinq communes (quatre du canton de Tinchebray et une du canton de Flers-Sud) :
1. Chanu
2. Frênes
3. Landisacq
4. Montsecret
5. Saint-Pierre-d'Entremont

## Administration
| Période      | Période       | Identité        | Étiquette | Qualité                           |
| ------------ | ------------- | --------------- | --------- | --------------------------------- |
| 1993         | juillet 1995  | André Duquesnes |           | Maire de Saint-Pierre-d'Entremont |
| juillet 1995 | décembre 2012 | Thierry Aubin   |           | Maire de Chanu                    |